# Mirador (Paraná)
Mirador is een gemeente in de Braziliaanse deelstaat Paraná. De gemeente telt 2.371 inwoners (schatting 2009).